# Йоаким Груев
Йоа̀ким Гру̀ев Про̀йчев е български просветител, учител, педагог, преводач, книгоиздател и общественик.

## Семейство
Роден е на 9 септември 1828 г. в Копривщица в семейството на Груйо Пройчев и Тана Топалова. Баща му е дребен търговец, син на поп Чернев. Йоаким има една сестра – Тана Каравелова и четирима братя – Георги, Харитон (Веселин), Александър и Никита Груеви.

## Начално образование
Според разказите на Груев баща му е бил с интерес към книжовността и е четял вкъщи книги, с които се сдобивал по време на търговските си пътувания. Една такава книга по всяка вероятност е била Паисиевата история, от която той чел на синовете си. Бащата на Йоаким отдава голямо значение на образованието на сина си и в домашни условия го учи да чете от Часослова и от граматиката, съставена от Неофит Бозвели.

## Копривщенски период
През зимата на 1836 г. бащата на Йоаким го дава да се учи в импровизираното училище на С. Велев. В лятото на същата година Йоаким сменя училището и отива да се учи също в импровизирани условия при даскал Иван – обущар в града.
През есента на 1836 г. отива да се учи при Захарий Икономович Круша, който преподава по взаимната метода.
През 1837 г. се построява ново училище, чийто настоятел става дядо му Генчо Топалов, което е пригодено за обучението по взаимната метода. През есента на същата година в училището идва да преподава Неофит Рилски, който също използва взаимната метода. През този период при Неофит Рилски идват да се обучават също Найден Геров, Христо Пулеков, Калист Луков, свещ. Атанасий Чолаков и др., с цел да изучат и разпространяват взаимната метода.
През 1839 г. Неофит Рилски се оттегля в Рилския манастир и оставя мястото си на Христо Пулеков, при който младият Йоаким продължава образованието си до 1844 г. През периода си в Копривщица Йоаким учи българска и руска граматика, аритметика, гръцки, турски, псалтика. По желанието на баща си е изпратен в гръцкото училище в Пловдив, за да подобри знанията си по гръцки.

## Обществена служба
В продължение на 20 години преподава в Копривщица и в Пловдивското класно българско училище, което по онова време е най-прочутото училище в България. Сред учениците му са хора като Тодор Каблешков, Иван Вазов, Константин Стоилов, Иван Евстратиев Гешов и Иван Чорапчиев.
Участва в борбата за църковна независимост. През 1868 – 1870 г. е помощник на пловдивския мютесарифин (окръжен управител). Председател е на градския съвет в Пловдив (1871 – 1872) и османски комисар в Хасково (1875). След създаването на Българската екзархия е член на Пловдивския екзархийски съвет. По време на Априлското въстание през 1876 г. е арестуван, но обвинението е отхвърлено.
След Освобождението е председател на съдебния съвет в Източна Румелия, директор на просветата (1879 – 1884), член-съветник на Върховния административен съд, гимназиален директор.
През 1884 г. става редовен член на Българското книжовно дружество, днес Българска академия на науките.
След Съединението е назначен за помощник-комисар в Южна България.
От 1870 до 1874 г. списва „Летоструй или домашен календар“, издава и поредицата „Книжици за народа“. Автор е на голям брой учебници по различни предмети. Някои от тях имат по няколко издания и са широко разпространени в училищата. През 1858 година предлага да се празнува Денят на Кирил и Методий на 24 май като празник на българските ученици. Превежда и отпечатва 2 учебника по физика – на А. Гано (1869 година) и на Д. Шуберт (1872 година).
Братът на Йоаким Груев, Харитон Груев, също е учител.
Йоаким Груев умира в Пловдив на 1 август 1912 г.
Погребан е в двора на църква на „Света Богородица“ в Стария град на Пловдив.

## Съчинения
- Райна, княгиня българска. Повест от Велтмана. Преведена от Йоакима Груева. Белград: 1852.
- Пръви знания за детца / нарядил Иаким Груев. Белград: В Княжеско-сръбска книгопечатня, 1857.
- Кратка всеобща история от Смарагдова, преведена от Й. Груева. Цариград-Галата, в книгопечятницата на Д. Цанкова и Б. Миркова, 1858 Архив на оригинала от 2016-03-06 в Wayback Machine.
- Основа за българска граматика от Й. Груева. 1858, Четвърто издание, 1869. Книжярница на Хр. Г. Данов и сие в Пловдив, Русчюк, Велес. (Във Виена, у книгопечятн. Л. Сомеров и сие) Архив на оригинала от 2015-04-09 в Wayback Machine.
- Гуслица или Нови песни / нагласени от И. Г.; издали И. Г. Трувчев и Х. Г. Д[анов]. Белград: В Княжеско-сърбската книгопечатня, 1858.
- Сирота Цветана: Повест / Побългарил Йоаким Груев, Цариград, 1858.
- Робинзон. Скратена приказка за детца. Превод от І. Груев, Белград, 1858[неработеща препратка]
- Робинзон. Съкратена приказка за децата. Превод от Й. Груев. Белград: 1858.
- Кратка логика / Съчинение И. Михневича; Преведено от Й. Груева. В Пловдив: Съдруж. на Бълг. книгопродавница в Пловдив, 1861.
- Священа история за деца. Книжярница на Хр. Г. Данов и сие в Пловдив, Русчюк, Велес, 1866.
- Малко землеописание за детца. Книжярница на Хр. Г. Данов и сие в Пловдив, Русчюк, Велес, 1866.
- Малка аритметика или Четирите аритметически действия с прости, смесени и десятични числа: За пръвоначялни ученици. Книжярница на Хр. Г. Данов и сие в Пловдив, Русчюк, Велес, 1867.
- Малко землеописание за детца от Й. Груева. Книжарница на Хр. Г. Данов и др. в Пловдив, Русчюк, Велес. (Вена, книгопечатн. Л. Сомерова и с-ие.) Второ издание, 1868 Архив на оригинала от 2016-03-05 в Wayback Machine.
- Опитна физика с 368 хубави чрътежи, съставена на французкий язик от А. Гано, а преведена от Й. Груев. Книжярница на Хр. Г. Данов и с-ие в Пловдив, Русчук, Велес, 1869. (Във Виена у книгопечатн. Л. Сомерова. Фигурити гравирал Л. Хаан)[неработеща препратка]
- Българска история от Й. Груева. Виена, 1869.
- История на Османската държава. Виена, 1869.
- Въздушни явления или Що е въздух, вятър, роса, слана, мъгла, облаци, дъжд, сняг, град, гръмотевица и светкавица, небесна дъга и как може да ся прокобява за времято кога ще ся развали / (Превод от полский) [от Й. Груев]. Книжярница на Хр. Г. Данов и с-ие в Пловдив, Русчюк, Велес, 1870.
- Уроци от естествено, гражданско и исчислително землеописание от Й. Груев. Трето издание, преработено и допълнено. Книжярница на Хр. Г. Данов и с-ие в Пловдив, Русчюк, Велес, 1871 Архив на оригинала от 2016-03-04 в Wayback Machine.
- Физика за главни народни училища от Д. Шуберт, преведена от Й. Груев. Със 76 фигури. Книжярница на Хр. Г. Данов и с-ие в Пловдив, Русчюк, Велес, 1872. (Във Виена, у книгопечятн. Л. Сомера и с-ие.) Архив на оригинала от 2016-03-05 в Wayback Machine.
- Земя и небо или Какво нещо е земята и що има в нея и на нея и какво нещо са слънцето, месяцът и звездити и как ся движят тии / От Й. Груев. Книжярница на Хр. Г. Данов и с-ие в Пловдив, Русчюк, Битоля, 1872.
- Храната споряд здравието и хубостта / [Преработка] по д-р Р. Дежман от [Й. Груев]. Издава книжярницата на Хр. Г. Данов и сие в Пловдив, Русчюк, Велес, 1873.
- Учител Добре / Прев. от хърв. и прераб. Й. Груев. Книжярница на Хр. Г. Данов и сие в Пловдив, Русчюк, Велес, 1873.
- Трудът е чловеку длъжност и благодат или Чловек испърво бил неук и празднорък, чловеку е писано да ся труди и ради... / [Прев. от хърватски и прераб.] Й. Груев. Книжарница на Хр. Г. Данов и сие в Пловдив, Русчюк, Велес, 1873.
- Хранение свилени буби: Болести по бубити. Как да ся пазят бубити от болест. Как ся хранят бубити. Как ся варди харно и здраво семя. Книжница за народа; Книжка 6. Издава книжярницата на Хр. Г. Данов и сие в Пловдив, Русчюк, Велес, 1873.
- Начяла от българска граматика
- Начялна книга за османский язик
- Уроци от землеописание
- Малък православен катехизис / Нареден от Йоаким Груев.
- Начрътание на всеобща история за първоначални училища / Смарагдов; [Прев. от Й. Груев].
- Млада майка / От Ф. Кодима; Превел Й. Груев. В Пловдив и др.: Книжарница на Хр. Г. Данов и сие в Пловдив, Русчук, Велес, 1874.
- Пръви начала от нъравоучение и от гражданствена наука: [По П. Лалоа]. Пловдив, 1881.
- Рапорт до Н. С. Главний управител на Източна Румелия от Директора на народното просвещение Йоаким Груев за положението на началното и средното учение през 1881 – 1882 учебна година. Пловдив, 1881 (1882, 1883).
- Груев, Й. Моите спомени.   Пловдив, Печатница на Х. Г. Данов, 1906. Посетен на 11 октомври 2017.

## Признание
На Йоаким Груев е наречена улица в квартал „Сухата река“ в София (Карта).
Паметна плоча и чешма в чест на Йоаким, Георги, Веселин и Александър Груеви, дарили на училищното настоятелство през 1910 г. двора си за построяването на Климатичния пансион. Плочата е поставена е на източният ограден зид на 12 септември 2018 г. по инициатива на Дирекция на музеите.

## За него
- Димова, Янка. Йоаким Груев: Жизнен път и педагогическа дейност. Пловдив: Хр. Г. Данов, 1985
- Литературен архив. Т. 9: Йоаким Груев / Подг. за печат с предг. и обясн. бел. Цветана Нанова. София, Изд. на БАН. Инст. за лит., 1989
- Каблешкова, Райна. Йоаким Груев. София: Симелпрес, 2012